# Eremogone ali-gulii
Eremogone ali-gulii là loài thực vật có hoa thuộc họ Cẩm chướng. Loài này được Murat Koç và Ergin Hamzaoğlu mô tả khoa học đầu tiên năm 2016.

## Từ nguyên
Tính từ định danh ali-gulii là để vinh danh nhà thủy sinh vật học người Thổ Nhĩ Kỳ là Ali Gül ở Đại học Gazi, Ankara.

## Mẫu định danh
Mẫu định danh Koç & Hamzaoğlu 1723, thu thập ngày 24-6-2014 ở cao độ 2.150 m trên các sườn dốc đá serpentine, tọa độ 40°0′B 40°32′Đ / 40°B 40,533°Đ, núi Kop, nằm giữa Bayburt và Aşkale trong tỉnh Erzurum, Thổ Nhĩ Kỳ. Mẫu holotype lưu giữ tại Đại học Ankara (ANK), các mẫu isotype lưu giữ tại phòng mẫu cây Đại học Bozok, Đại học Ankara (ANK) và Đại học Ganzi (GAZI).

## Mô tả
Cây thân thảo sống lâu năm, mọc thành búi. Thân thẳng đứng hoặc hướng lên, dài 10–18 cm và đường kính 0,7–0,9 mm, nhẵn nhụi ở phần dưới, có lông tuyến ở phần trên. Các lá trên nơ lá dạng lông cứng, 1,5–2,5 cm, tụ thành chùm; các lá trên thân thẳng-dạng lông cứng, 0,6–15 × 0,5–0,8 mm, nhẵn, nhẵn nhụi, 3–5 cặp, đỉnh nhọn đến nhọn thon, bẹ lá dạng màng, 0,1–0,2 mm, nhẵn nhụi. Lá bắc thuôn dài-hình mác, 2,5–5 × 0,8–1,2 mm, có lông tuyến, 3 gân mờ, đỉnh nhọn đến nhọn thon. Cụm hoa thường ở đầu cành, 3–10 hoa, là chùy hoa, các cuống cụm hoa và cuống hoa từ thưa đến dày lông tuyến; lá bắc thuôn dài-hình mác, 4–6 × 0,5–0,8 mm, đỉnh dạng lông cứng-nhọn thon, mép khô xác không trải dài đến tận chóp ngọn; cuống dài 1–4 mm. Lá đài thuôn dài-hình mác, 2,8–4,5 × 1,2–1,7 mm, nhẵn nhụi, gân mờ, màng ở đáy, khô xác ở trên, đỉnh tù tới nhọn; cánh hoa màu trắng, thẳng-thuôn dài, 3–5 × 0,8–1,2 mm, dài hơn lá đài một chút, đỉnh tù tới nhọn; nhị hoa 10, chỉ nhị dài 2–3,5 mm; vòi nhụy 3, thẳng đứng ít hay nhiều, dài 1,5–2 mm; các tuyến nhị chia nhánh đôi và sâu, xuất hiện như là 10 tuyến, khác biệt, so le với các nhị hoa. Quả nang 2,5–4 × 0,8–1,2 mm, hình trứng đến thuôn dài-hình trứng, nhẵn nhụi, mở bởi 6 răng cong, chứa vài hạt. Hạt dài 1,9–2,4 mm, thuôn dài, có mấu ở gờ mép và hai bên với các mấu thấp, thuôn dài, màu đen đến nâu sẫm. Ra hoa tháng 6-7.

## Phân bố
Loài bản địa đông bắc Thổ Nhĩ Kỳ.
E. ali-gulii mọc trên đất serpentine, loại đất không đá vôi phổ biến nhất trong khu vực nằm giữa các thành phố Erzurum và Erzincan ở Thổ Nhĩ Kỳ. Nó xuất hiện trong các môi trường sống sườn núi đá với Achillea biebersteinii, Pimpinella rhodantha, Inula heterolepis, Arenaria pseudacantholimon, Arenaria serpyllifolia, Dianthus crinitus var. crossopetalus, Helichrysum plicatum subsp. polyphyllum.